# Aurélio d'Alincourt
Aurélio D'Alincourt (Rio de Janeiro, 1919 – Rio de Janeiro, 1990) foi um pintor, ilustrador e professor brasileiro.  Inicia a carreira em 1942, tendo como orientadores Oswaldo Teixeira e Carlos Chambelland. Viaja para a França (Paris) em 1952, matriculando-se na Académie de la Grande Chaumière. De volta ao Rio de Janeiro começa a colaborar como ilustrador para a revista O Cruzeiro, entre os anos de 1957 e 1960. Naquele mesmo período, d’Alicourt se torna professor de pintura no Instituto de Belas Artes.
Em 1991, foi publicada a obra "Aurélio d'Alincourt", da autoria de Jorge Longuiño, sobre o artista e a sua obra.
Em 2016, algumas das suas telas foram escolhidas para integrar a exposição "Quinze Versões do Modernismo", em Recife, enquanto pintor representativo do movimento modernista no Brasil.